# Lomographa chekiangensis
Lomographa chekiangensis är en fjärilsart som beskrevs av Eugen Wehrli 1936. Lomographa chekiangensis ingår i släktet Lomographa och familjen mätare. Inga underarter finns listade i Catalogue of Life.